# Hâte-toi lentement (jeu de société)
Hâte-toi lentement (en allemand Eile mit Weile, en italien Chi va piano va sano), dont le nom est tiré de la locution latine Festina lente est un jeu de plateau surtout connu en Suisse,,,. 
Inspiré du Parcheesi, lui-même repris du Pachisi, il rappelle aussi le jeu allemand T'en fais pas (en allemand Mensch ärgere Dich nicht) ou le ludo. Certains l'appellent également "Jeu de l'Auberge". Le jeu peut se pratiquer de quatre à six personnes selon le plateau utilisé. Les plateaux de jeu en carton sont encore actuellement souvent vendus avec un jeu du moulin de l'autre côté.

## Origine

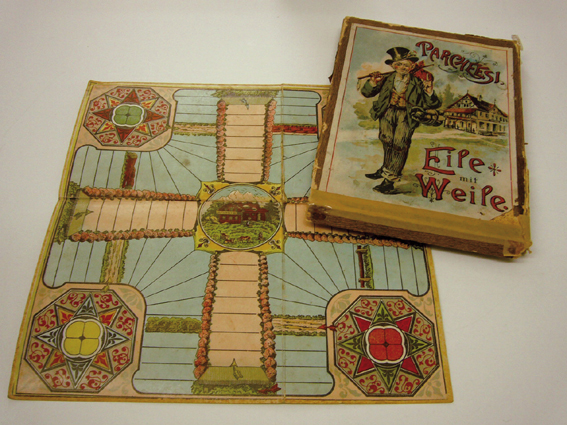
Plateau de jeu, début du XX.

Hâte-toi lentement est une variante du jeu ancestral Pachisi et présente des liens de parenté avec l'espagnol Parchís, le colombien Parqués et l’américain Parcheesi.
Le jeu Pachisi est apparu au VIe siècle. Hâte-toi lentement est cependant nettement moins tactique et stratégique, que le Pachisi original. Comme pour de nombreuses adaptations occidentales, les règles ont été très simplifiées. 
Une légende raconte qu'au XVIe siècle, le grand Moghol Akbar paratiqua le jeu en plein air avec seize filles de son harem comme pions sur un grand plateau en marbre.
Apporté par les Britanniques depuis l'Inde, le jeu est arrivé pour la première fois en Europe au XIXe siècle, puis aux États-Unis. Vers 1863, le jeu débarque dans les magasins sous une forme modifiée et nommée Parcheesi ou Game of India. Vers la fin du siècle, Hâte-toi lentement est créé à partir du Parcheesi en Suisse et en Allemagne. Le jeu a toutefois pratiquement disparu en Allemagne, car une nouvelle variante du Parcheesi y est devenue très populaire : Mensch ärgere dich nicht. Le jeu a connu ces nombreuses variantes principalement pour raison de droit d’auteur, afin de pouvoir le diffuser plus largement sans risquer de poursuites par le détenteur original du brevet. 
Hâte-toi lentement semble être une adaptation direct du jeu Parchisi, The Game of India, publié par la Société Selchow & Righter en 1874, qui en détenait alors les droits d'auteur. Les boîtes de jeu à partir de la fin de siècle et du début du XXe siècle contenaient souvent les deux noms de « Parchisi » et « Hâte-toi lentement ». Les premiers plateaux de jeu portaient pour cette raison des étoiles dans les coins, étoiles faisant partie du plateau du Parchisi.
Une particularité du Hâte-toi lentement est que le centre du plateau, appelé Paradis, est souvent constitué d'une image d’auberge ou de ville, et que le jeu représente ainsi le chemin vers la maison ou l’auberge. Il s'appelait d’ailleurs auparavant non seulement Hâte-toi lentement mais aussi Le Chemin de l'Auberge, À bon Escient pour But ou de Toujours aller de l'avant.

## Plateau de jeu
Au milieu du plateau se trouve un cercle ou un octogone, dénommé paradis ou but. Le but du jeu est de parvenir à acheminer tous ses pions de la base de départ au paradis en faisant le tour complet du plateau. Autour du paradis se trouvent quatre champs de sept cases de la couleur de chaque camp, les échelles. Le chemin pour y arriver est composé de cases normales et de cases foncées, les « petits bancs ». Aux quatre coins du plateau se trouvent les zones de départ de chaque camp, aussi appelées « maison ». 

Plateau de jeu schématisé

## Les règles du jeu

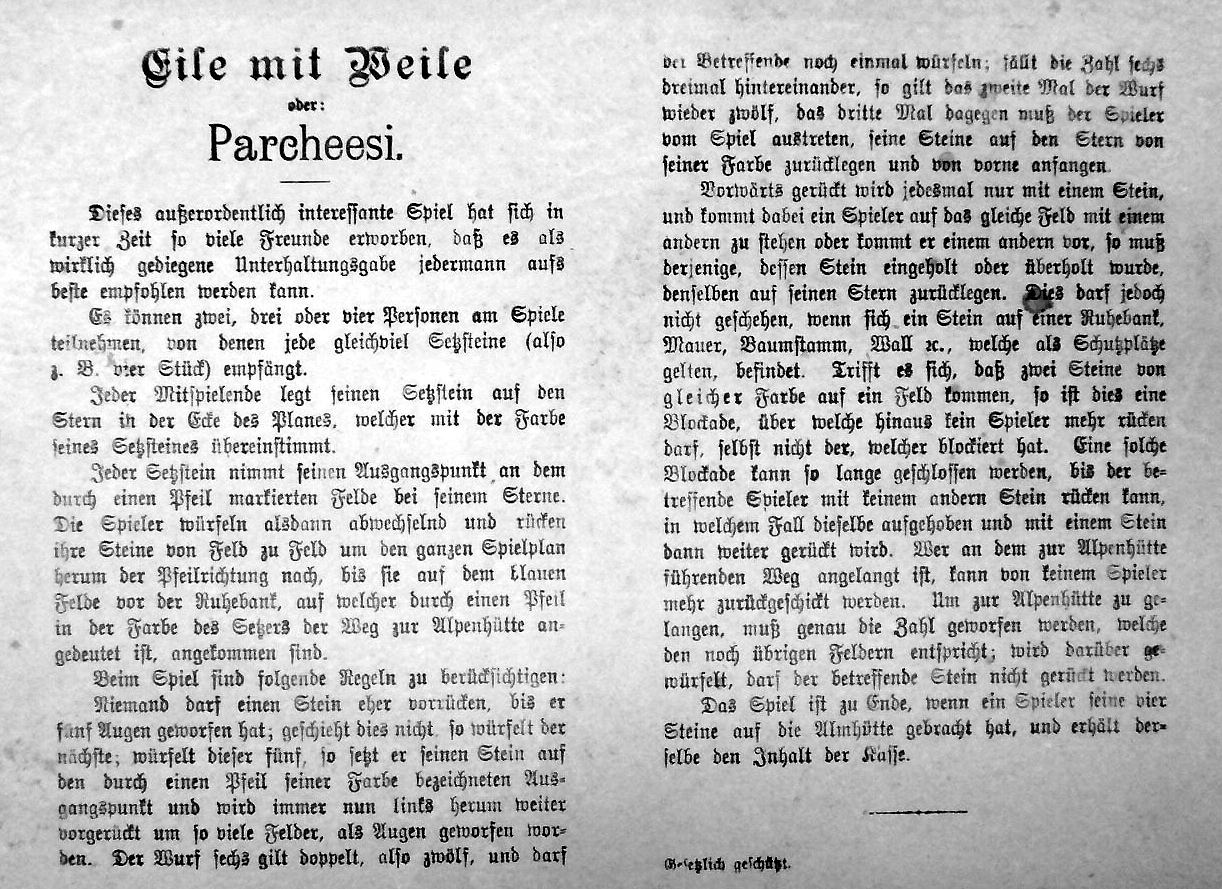
Les règles du Hâte-toi lentement en allemand, début du XX.

### Tour préliminaire
Deux à quatre joueurs peuvent s'affronter sur un plateau normal. Chacun choisit et place ses pions sur sa zone de départ. Puis, après un tirage au dés, le joueur ayant le nombre le plus élevé commence.

### Les déplacements
Le jeu se joue avec deux dés à six faces, dont le 6 est doublé et s'appelle donc douze. Le sens du jeu est antihoraire et l'ordre des joueurs suit donc celui-ci. 
Pour commencer, le cinq permet de sortir un pion de la zone de départ et de le placer sur le plateau. Un pion ne peut pas avancer le tour même de sa sortie. 
À tour de rôle, chacun lance son dé et avance ses pions en conséquence. Le douze permet de rejouer mais l'obtention trois fois de suite de celui-ci contraint le joueur à replacer tous ses pions dans la zone de départ, sauf ceux sur l'échelle. Il peut cependant jouer les trois douze avant de replacer ses pions à la maison.   
Les joueurs sont obligés d'avancer et ne peuvent pas sauter leur tour.

### Manger les pions
Les pions sont dits « mangés » lorsqu'ils sont dépassés par une pièce ennemie sur une case blanche. Ils sont alors renvoyés à la maison et nécessitent à nouveau un cinq pour en sortir. Pour être mangé, un pion doit être obligatoirement dépassé d'une traite ; un pion qui s'arrête à la même hauteur qu'un autre puis repart ne sera pas détruit.
Un pion sur une case foncée, les « petits bancs » ou sur l'échelle du paradis est protégé contre les pièces adverses.

### Barrage
Deux ou plus pions de la même couleur sur un petit banc forment un barrage, qui interdit son franchissement à l'adversaire. Le barrage peut être rompu lorsque l'ennemi parvient à rassembler plus de pions sur la même case, permettant aux pions en surnombre de passer. Le barrage se termine lorsque le joueur le rompt en avançant ses pions.

### Échelles et Paradis
Il y a une échelle par couleur, qui précède le paradis. Celles-ci ne sont empruntables que par le camp de la même couleur, ce qui les met donc à l'abri des pièces ennemies. Pour arriver au paradis, le pion requiert le chiffre exact du dé, sinon il ne fait qu'avancer et reculer sur l'échelle ; ce qui permet également de temporiser un mouvement dangereux pour les autres pièces du même joueur.
Les pions sur l'échelle sont protégés de l'effet du triple douze. Il est possible de ne pas entrer tout de suite sur l’escalier et de faire un tour supplémentaire. 
Le joueur qui a placé tous ses pions dans le paradis gagne ; le jeu peut se poursuivre ou non avec les autres joueurs.